# Dongnanosuchus
Dongnanosuchus — викопний монотипний рід алігатороїдних крокодилів, відомий із формації Юганво, КНР, в еоцені. Він містить один вид, Dongnanosuchus hsui.